# Michel Zimmermann
Michel Zimmermann (Elsene, 1 januari 1960) is een Belgische voormalige atleet, die was gespecialiseerd in het hordelopen. Hij nam eenmaal deel aan de Olympische Spelen en veroverde zes Belgische titels.

## Biografie
Zimmermann verbeterde in 1979 tijdens de Belgische kampioenschappen het Belgisch record op de 400 m horden met een tijd van 51,36 s. Het was de eerste van vier opeenvolgende titels. Hij werd dat jaar ook zesde bij de Europese kampioenschappen voor junioren.
In 1982 nam Zimmermann deel aan de Europees kampioenschappen voor senioren. Hij werd uitgeschakeld in de halve finales.
Hoogtepunt voor hem was het jaar 1984. Hij heroverde bij de Belgische kampioenschappen met 49,64 zijn Belgisch record van Rik Tommelein en hij nam deel aan de Olympische Spelen in Los Angeles, waar hij met een tijd van 49,75 de finale haalde. Daarin werd hij zevende.
In 1987 veroverde hij zijn laatste Belgische titel. Hij nam dat jaar ook deel aan de wereldkampioenschappen in Rome, waar hij niet verder kwam dan de reeksen.

### Clubs
Zimmermann was aangesloten bij Cercle Sportif Forestoise en Excelsior Sports Club.

## Belgische kampioenschappen
| onderdeel    | jaar                               |
| ------------ | ---------------------------------- |
| 400 m horden | 1979, 1980, 1981, 1982, 1984, 1987 |

## Persoonlijk record
| Onderdeel    | Prestatie | Datum       | Plaats  |
| ------------ | --------- | ----------- | ------- |
| 400 m horden | 49,64 s   | 8 juli 1984 | Brussel |

## Palmares

### 400 m horden
- 1979: 6e EK junioren in Bydgoszcz – 51,71 s
- 1979:  BK AC - 51,36 s
- 1980:  BK AC - 51,27 s
- 1981:  BK AC - 50,59 s
- 1982:  BK AC - 51,06 s
- 1982: 6e in ½ fin. EK in Athene – 50,83 s
- 1984:  BK AC - 49,64 s
- 1984: 7e OS in Los Angeles – 50,69 s
- 1986:  BK AC - 49,69 s
- 1986: DNS in reeks EK in Stuttgart
- 1987:  BK AC - 50,40 s
- 1987: 6e in reeks WK in Rome - 50,70 s
- 1990:  BK AC - 51,38 s